# Bàcolor (cràter marcià)
Bàcolor és el nom d'un cràter d'impacte al planeta Mart situat amb el sistema de coordenades planetocèntriques a 33.18 ° latitud N i 118.82 ° longitud E. L'impacte va causar un obertura de 21.58 quilòmetres de diàmetre a la superfície del quadrangle Casius. El nom va ser aprovat l'any 2006 per la Unió Astronòmica Internacional en honor de la comunitat de Bàcolor, a les Filipines.